# Canon de marine de 12 pouces BL Mk X
Le canon de marine de 12 pouces BL Mk X (en anglais BL 12 inch Mk X naval gun) est un canon naval britannique conçu au début du XXe siècle afin d'être monté sur les cuirassés de la Royal Navy. Il arme notamment le HMS Dreadnought, premier cuirassé « all big gun » en service.

## Conception
Les études commencent lorsque l'état-major demande la construction d'un nouveau canon de 12 pouces (305 mm) et de 45 calibres, le 23 janvier 1903. Le canon est prévu pour être indépendant des affûts déjà existants, et adapté à la cordite MD. La chambre est prévue pour accueillir une charge propulsive tubulaire, et le système de recul est hydraulique. Il est demandé à la Royal Gun Factory de construire un canon fait d'acier ordinaire, peu différent du modèle précédent, le Mk IX (en). Les constructeurs Elswick Ordnance Company et Vickers se voient confier le projet. L'un des modèles mis au point par ce dernier est prévu pour être spécialement adapté à la poudre à base de nitrocellulose, et c'est celui-ci qui est choisi. 
Le conseil de l'amirauté approuve la construction du canon pour les cuirassés de la classe Nelson en 1905. Aucun prototype n'est construit, la conception étant presque similaire à son prédécesseur le Mk IX. Néanmoins, les deux premiers canons sont envoyés au comité militaire pour des tests sur la portée et la précision. À ces fins, l'un d'eux reçoit 60 rayures (désignation Vickers No. 219), l'autre 72 (désignation Elswick No. 219). Le premier tir a lieu en septembre 1905; la vitesse à la bouche mesurée est de 715 m/s, avec une charge de cordite MD 45 de 260 livres (118 kg). En 1908, la durée de vie d'un canon utilisant la cordite MD est estimée à 200 tirs. Il utilise une culasse Welin.

## Utilisation

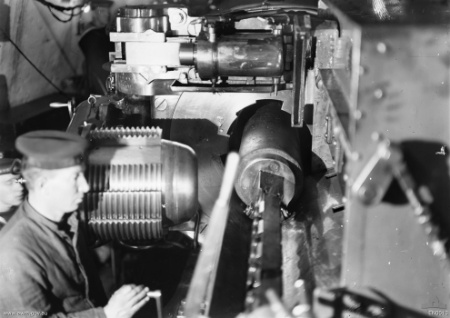
Culasse Welin d'un canon britannique de 12 pouces BL Mk X à ouverture vers la gauche sur l', en 1918. Cette culasse était verrouillée en tournant dans le sens inverse des aiguilles d'une montre.

Le canon de marine de 12 pouces BL Mk X est conçu pour être installé sur les deux cuirassés de la classe Lord Nelson, les derniers pré-Dreadnoughts de la Royal Navy. Les affûts de ces canons sont finalement utilisés afin d'accélérer la construction du HMS Dreadnought. La construction de la classe Lord Nelson en est retardée jusqu'en 1908, la marine mettant ainsi en service des cuirassés rendus obsolètes deux ans plus tôt par le lancement du HMS Dreadnought. Le canon équipe donc finalement le HMS Dreadnought, les cuirassés de la classe Bellerophon, les croiseurs de bataille des classes Invincible et Indefatigable, et les pré-Dreadnought de la classe Lord Nelson.